# Супербоул XXXVI
Супербоул XXXVI (англ. Super Bowl XXXVI) — матч сезона НФЛ по американскому футболу между победителями Американской футбольной конференции (АФК) и Национальной футбольной конференции (НФК). Матч прошёл 3 февраля 2002 года между Нью-Ингленд Пэтриотс от АФК и Сент-Луис Рэмс от НФК. В присутствии 72 922 человек Нью-Ингленд победил со счётом 20-17. Лучшим был признан квотербек «Патриотс» Том Брэди.

## Фон и перерыв
Из-за террористической атаке 9/11, произошедшей 11 сентября 2001 года, матчи второго тура НФЛ пришлось перенести на неделю. Супербоул тоже перенесли с 26 января на 3 февраля. В перерыве сзади выступающих показывались имена погибших при терактах 9/11.

## Трансляция
В США матч транслировал FOX. Трансляция велась в формате повышенной чёткости. FOX также транслировал игру по радио.

## Ход матча
ПЕРВАЯ ПОЛОВИНА
За три минуты до конца первой четверти «Рэмс» забили 50-ярдовый филд гол. В остальное время четверти команды не набрали очков. «Патриотс» сделали перехват и игрок добежал до тачдауна, Нью-Ингленд повел 7-3. Уже в конце половины «Патриоты» укрепили преимущество до 14-3 сделав тачдаун на 8 ярдов.
ВТОРАЯ ПОЛОВИНА
В третьей четверти «Патриоты» ещё больше доминировали сделав счет 17-3 с помощью филд гола. Однако в четвёртой четверти «Рэмс» набрали 14 очков. В том числе тачдаун который оставил Нью-Ингленду на атаку всего полторы минуты. Нью-Ингленд за полторы минуты дошел до 31 ярда соперников и за пару секунд до конца матча «Патриотс» забили победный 48-ярдовый филд гол. Впервые в истории команда выиграла матч на последним возможном розыгрыше матча.
ФИНАЛЬНАЯ СТАТИСТИКА
Супербоул XXXVI: Нью-Ингленд Пэтриотс 20, Сент-Луис Рэмс 17
|                | 1 | 2  | 3 | 4  | ФИНАЛ |
| -------------- | - | -- | - | -- | ----- |
| Рэмс (НФК)     | 3 | 0  | 0 | 14 | 17    |
| Патриоты (АФК) | 0 | 14 | 3 | 3  | 20    |

в Луизиане Супердоум , Новый Орлеан, Луизиана
- Дата : 3 февраля 2002 г.

СТАТИСТИКА СЧЕТА. NE-НЬЮ-ИНГЛЕНД, SL-СЕНТ-ЛУИС
■ Первая четверть:
- SL-3:10-филд гол с 50 ярдов, Сент-Луис повел 3-0

■ Вторая четверть:
- NE-8:49-возврат в тачдаун на 47 ярдов, Нью-Ингленд повел 7-3
- NE-0:31-8-ярдовый тачдаун, Нью-Ингленд ведет 14-3

■ Третья четверть:
- NE-1:18-37-ярдовый филд гол, Нью-Ингленд ведет 17-3

■ Четвёртая четверть:
- SL-9:32-2-ярдовый тачдаун, Сент-Луис сократил до 10-17
- SL-1:30-26-ярдовый тачдаун, Сент-Луис сравнял счет. Ничья 17-17
- NE-0:00-50-ярдовый филд гол, Нью-Ингленд выигрывает 20-17